# 멕시코의 미술
멕시코 미술은 멕시코로 알려진 지리학적 지역에서 발전된 다양한 시각 예술로 구성된다. 
멕시코에서 현대 미술은 1910년의 혁명과 그후 10년에 걸친 내란의 시기를 거쳐 금세기에 이채를 띠어 극히 주목할 만한 발전을 보였다. 그것은 민족주의와 사실주의을 기본으로 하고 있는데 이 원리는 타율적으로 부여된 것이 아니고 미술가의 자각에 입각한 자율적인 활동으로 추구한 것이다. 또한 이것은 이 나라 젊은 미술가들이 에스파냐의 통치에 반항하여 일어선 민중의 지지자이며 개중에는 직접 혁명군에 가담하여 싸운 자(시케이로스, 프란시스코 고이티아 등)도 있다고 하는 사실이 뒷받침하고 있다. 
원래 멕시코에는 독자적인 고대 문화와 민중 예술의 전통이 있었으며 리베라, 시케이로스, 오로스코 등의 화가는 1920년대에 미술가 조합을 결성하여 멕시코 문화의 순수성에 입각한 새로운 미술을 민중에게 접근하도록 목표를 세워 그를 향하여 적극적인 운동을 전개했다. 그들이 먼저 착수한 것은 공공의 건조물에 벽화를 그리는 일이었다. 그 테마도 멕시코의 신화와 전설, 역사적인 사건과 민중의 생활 등에서 취재하여 모뉴멘털한 화면으로 모든 계층에게 직접 이야기하는 것을 꾀하였던 것이다. 이러한 새로운 민중 예술의 탄생은 1930년대의 미국에 강렬한 영향력을 가짐과 동시에 유럽의 현대미학에 대치하는 참신한 에너지를 공급하였다. 더욱 멕시코 인디언의 유산을 따른 서정적인 화풍으로 성공한 이 나라의 화가에는 루피노 타마요가 있다.

## 같이 보기
- 아프리카의 미술

## 참고 문헌
- 이 문서에는 다음커뮤니케이션(현 카카오)에서 GFDL 또는 CC-SA 라이선스로 배포한 글로벌 세계대백과사전의 내용을 기초로 작성된 글이 포함되어 있습니다.